# Полежаевский парк
Полежаевский парк — парк в Красносельском районе Санкт-Петербурга. Занимает участок площадью 156 га между Петергофским шоссе, проспектом Маршала Жукова, Авангардной улицей и проспектом Ветеранов, образуя таким образом трапецию.

## История
Окультуривание и осушение данной местности на развилке двух трактов — Петергофского и Нарвского — начали ещё при графе Григории Орлове в конце XVIII века. Его крепостные прокладывали дренажные канавы, высаживали по берегам ивы и ветлы. Был построен западный усадебный дом («большой дворец»). Что-то делалось и во времена владения семьёй Буксгевденов, но, вероятно, больше при Петре Фёдоровиче, уже после смерти родителей (начало XIX в.).
Разбивка парка активно продолжилась с 1840 года, когда богатый петербургский генерал-лейтенант Г. Г. Кушелев приобретёт лиговское имение семьи Буксгевденов, а для перестройки мызы и создания фермы приглашает известного архитектора А. И. Штакеншнейдера.
Именно в это время начинается разбивка английского пейзажного парка, создаётся сеть дорожек и аллей. Местными достопримечательностями, построенными уже после смерти графа, станут храм Амура на островке и туфовый грот.
К концу жизни вдовы графини Екатерины Дмитриевны Кушелевой (1811—1874), поместье оказывается на грани разорения и поэтому было пущено с торгов. Наследница, приемная дочь графини — Мария Григорьевна Кушелева (в 1-м браке княгиня Голицына, во 2-м браке маркиза Инконтри) жила во Флоренции и дела вели управляющие не чистые на руку. В 1879 имение приобретает сначала заводчик П. Г. Куриков, начиная продавать землю под дачи. Через десять лет имение покупает золотодобытчик и банкир К. М. Полежаев, также передавая землю в аренду нескольким землевладельцам, которые устраивают дачный посёлок «Новые места» у железнодорожной станции «Лигово». За территорией Лиговского парка закрепляется фамилия его последних дореволюционных владельцев — Полежаевский парк.
После революции строения приходят в упадок и разбираются на кирпичи.
В 1930-х годах по проекту архитектора С. Е. Бровцева на территории Полежаевского парка построена первая очередь рабочего поселка Клиново. Это были четыре жилых дома и один общественный из шлакобетона на кирпичном каркасе. По проекту усадебный дворец должен был стать домом культуры в центре парка. У главной площади планировалось построить здания школы, поликлиники и санатория. Подвести трамвайную линию от Петергофского шоссе. Мельницу переоборудовать в электростанцию. На нижней террасе построить стадион. Увы, по чьему-то указанию Лиговский дворец был разобран зимой 1932—1933 годов. Остальные здания и прокладка улиц не были осуществлены. Началась война и блокада Ленинграда.
Окончательно ситуацию ухудшила начавшаяся блокада Ленинграда и то, что парк находился прямо в центре линии фронта более двух лет. В итоге, после войны парк практически перестал существовать как целое.

### Попытки реформирования парка
В 1991 году был создан концерн «Полежаевский парк», который возглавил бывший депутат райсовета Владислав Свириденко. К 1993 году был разработан проект реформирования парка для градостроительного совета, начался поиск инвесторов, но из-за внесения корректировок с учётом подготовки Петербурга к предполагаемому участию в летних Олимпийских играх, планы сорвались.
К 2003 году концерн «Полежаевский парк» нашёл инвестора под свой проект, но он вызвал разногласия между разными городскими комитетами, а позже в 2004 году Валентина Матвиенко склонилась к концепции предложенной ЗАО «Адамант», с уточнением, что в обмен на строительство на 10 га парка культурно-развлекательного комплекса, четырёх гостиниц и бизнес-центра, ЗАО «Адамант» обязан был бы ухаживать за остальной территорией. ЗАО «Адамант» отказался от такого предложения.

### Достопримечательности
К настоящему времени (XXI век) не сохранились ни само имение, ни другие здания XVIII—XIX веков, так как их разобрали ещё в 1932 году «за ненадобностью». Лиговский пруд был спущен перед началом войны и после разрушения шлюзов во время блокады уже не восстанавливался. Около бывшей дамбы можно найти фундамент водяной мельницы 1755 г. постройки. Недалеко от Церкви Нины можно найти разгромленные остатки фундаментов пяти Клиновских домов. Часть территории парка заболотилась, либо поросла деревьями и кустарниками. Наиболее облагороженными являются места около речки Дудергофки, где проходит Аллея Славы. Бывшая деревня Лигово находилась по обе стороны проспекта Маршала Жукова от проспекта Стачек до улицы Бурцева.

### Послевоенные
Основные объекты парка связаны с Великой Отечественной войной и блокадой.
- Аллея Славы — мемориальный комплекс, состоящий из двух обелисков и соединяющей их аллеи из 900 берёз, которые символизирует девятьсот блокадных дней.
- Церковь Нины Равноапостольной — церковь, основанная 27 января 2010 года. Названа в честь святой Нины Грузинской, так как именно в день её памяти была снята блокада Ленинграда. Рядом похоронено 75 тел погибших солдат[5] .
- Мосты через Дудергофский канал.

## Галерея
- Вид на Петергофское шоссе
- Табличка на православном кресте, осталась как память о строительстве
- Полежаевский парк — вход со стороны Петергофского шоссе
- Мемориальный комплекс (Полежаевский парк) и аллея Славы
- Памятник «Якорь», конец аллеи Славы
- Вход в парк со стороны пр. Ветеранов. Впереди видна продолжающаяся аллея Славы